# 卡車野郎
《卡車野郎》（日语：トラック野郎）是日本東映在1975年至1979年間推出的十部系列電影，由鈴木則文導演。电影主角是菅原文太主演的暴走卡車司机，他驾驶着装饰华丽的卡车穿行于全国各地。
该系列电影在1970年代曾风靡日本，取得出色票房并引发巨大话题。令日本出現一種改裝卡車的熱潮，及後影響到專玩遙控改裝車的人。
電影中主角駕駛的三菱扶桑卡车被称为「一番星」，充滿浮世繪風格的「一番星」號成了改裝卡車界的偶像明星，Bandai還推出過「一番星」號遙控車玩具。

## 系列作品列表
| No. | 副标题         | 公映日         | 配給収入/日圓 | 同時上映                          |
| --- | -------------- | -------------- | ------------- | --------------------------------- |
| 1   | 御意見無用     | 1975年8月30日  | 4.19億        | 帰って来た女必殺拳                |
| 2   | 爆走一番星     | 1975年12月27日 | 7.77億        | けんか空手 極真無頼拳             |
| 3   | 望郷一番星     | 1976年8月7日   | 5.43億        | 武闘拳 猛虎激殺!                  |
| 4   | 天下御免       | 1976年12月25日 | 12.82億       | 河内のオッサンの唄 よう来たのワレ |
| 5   | 度胸一番星     | 1977年8月6日   | 10.96億       | サーキットの狼                    |
| 6   | 男一匹桃次郎   | 1977年12月24日 | 12.18億       | こちら葛飾区亀有公園派出所        |
| 7   | 突撃一番星     | 1978年8月12日  | 8.3億         | 多羅尾伴内 鬼面村の惨劇           |
| 8   | 一番星北へ帰る | 1978年12月23日 | 10.6億        | 水戸黄門                          |
| 9   | 熱風5000キロ   | 1979年8月4日   | 10.5億        | 醉拳                              |
| 10  | 故郷特急便     | 1979年12月22日 | 7億           | 夢一族 ザ・らいばる               |